# Karakters
Karakters (Oudgrieks: Χαρακτῆρες of Ἠθικοὶ Χαρακτῆρες, Ethikoi Charaktēres) is een werk uit 319 v.Chr. waarin Theofrastos dertig negatieve karaktertypes schetst. Ze worden kort omschreven en dan verder uitgewerkt door middel van voorbeelden.

## Titel
De titel Karakters (χαρακτῆρες) komt van het Griekse woord χαράσσω wat punten of scherpen betekent. In de tijd van Theofrastos betekende χαρακτήρ in de eerste plaats een graveur, maar ook een stempel (op een munt). Er was nog geen directe link met een karakter zoals wij het nu kennen, het woord werd namelijk niet toegepast op de menselijke gedragingen. Omwille van deze 'vreemde' titel nemen sommigen aan dat de eigenlijke titel ἠθικοὶ χαρακτῆρες was, Ethische karakters, zoals het werk is overgeleverd door Diogenes Laërtios. Het woord χαρακτήρ wordt hierbij namelijk gespecifieerd, waardoor het duidelijk wordt over wat voor 'stempel' hij het heeft. Er is echter geen uitsluitsel te geven over welke titel Theofrastos nu zelf gaf aan zijn werk.

## Doel
Wat het doel was van het werk van Theofrastos is niet volledig duidelijk. Er is een voorwoord bewaard gebleven waarin wordt aangegeven dat het om een moraliserend werk gaat. De auteur – ogenschijnlijk Theofrastos zelf maar naar algemeen wordt aangenomen enkele Byzantijnse geleerden acht eeuwen na hem – richt zich tot een zekere Polykles, aan wie hij verklaart waarom hij zijn werk schrijft: “[…] [ik schrijf dit op]dat de jongeren na ons het beter zullen doen […]: met zulke voorbeelden zullen zij de voorkeur geven aan het gezelschap van fatsoenlijke mensen […].”
Wanneer dit onechte voorwoord buiten beschouwing wordt gelaten, zouden we het werk kunnen linken aan de komedie van Aristofanes. Net als in de komedie worden bepaalde types mensen heel levendig geportretteerd en lijken het korte, komische sketches. Ook valt te wijzen op de stereotypes die Theofrastos' eigen leerling Menandros neerzet, bijvoorbeeld in zijn komedie Dyskolos.
Verder beweerden Byzantijnse geleerden dat de Karakters geschreven werden om te dienen als oefeningen in karaktertekening in retorische scholen. Daar werd er namelijk vaak gebruikgemaakt van eenzelfde soort sketches om te oefenen in ἦθος (karaktertekening). Wanneer men redevoeringen schreef, gebeurde het wel vaker dat men mensen beschreef zoals ze door Theofrastos werden gekarakteriseerd, om de tegenstander op die manier in een slecht daglicht te stellen. Of Theofrastos zelf het doel had zo'n oefeningen te maken, is niet zeker, maar dat hij ze beïnvloed heeft wel.

## Typering
Karakterisering van de typetjes in de Karakters gebeurt voornamelijk via wat men in de narratologie 'indirecte karakterisering' noemt. Een typische karakterschets begint met de zin "X is de soort persoon die...", vervolgd door beschrijvingen van handelingen en situaties uit het dagelijkse leven. Op die manier leren we de ethische karakters niet kennen door filosofische beschrijvingen, maar door het dagelijkse leven. Die beschrijving van scènes uit het dagelijkse leven is waarschijnlijk een concrete verderzetting van het ethisch-theoretische project dat Aristoteles in zijn Ethica Nicomachea aanvangt. Aristoteles heeft de theoretische principes van goede en slechte karakters uiteengezet, en Theofrastos past die principes toe op dagelijkse situaties. 

## Invloed op Theofrastos
Theofrastos' Karakters is van opzet helemaal nieuw, maar er zijn wel invloeden van vroegere schrijvers te vinden. Zo werd hij beïnvloed door zijn leermeester Aristoteles, wiens Ethika allerlei types van mensen beschreef en een analyse maakte van deugden en van aspecten van menselijke verhoudingen. Maar in tegenstelling tot Theofrastos zorgt Aristoteles voor een abstracte analyse van 13 paren, die elk bestaan uit een goede en een slechte eigenschap (in totaal dus 26 karaktereigenschappen). Theofrastos heeft negen slechte eigenschappen uit het boek van zijn meester verder uitgewerkt. In plaats van theoretisch uit te leggen wat voor iemand elk karakter is, beschrijft hij een concrete situatie waarin we de onhebbelijkheid in actie zien.

## Navolging
De Karakters van Theofrastos heeft velen na hem beïnvloed. Zo hebben zijn karaktersketches invloed gehad op de komedie. Er zijn zelfs vijf karakters van Theofrastos die hun naam geven aan een komedie: De boerenpummel (Ἄγροικος), de achterdochtige (Ἄπιστος), de kwezelaar (Δεισιδαίμων), de vleier (Κόλαξ) en de kankerpit (Μεμψίμοιρος).  Maar zijn invloed beperkt zich niet tot de oudheid alleen. Zeker vanaf de 17e eeuw vonden de Karakters heel wat navolging. In Engeland beïnvloedde hij Chaucer, in zijn Canterbury Tales. Nadien haalden Joseph Hall (1608), Thomas Overbury (1614), John Stephens (1615) en John Earle (1628) inspiratie uit zijn werk. In de Zuidelijke Nederlanden had hij een invloed op Richard Verstegen (Scherpsinnighe characteren, 1619, 1622). In de Noordelijke Nederlanden op Constantijn Huygens (Zedeprinten, 1624). Hij schreef enkele gedichten, die hijzelf Zedeprinten noemde. Hij verwijst in zijn werk uitdrukkelijk naar Theofrastos, maar er zijn maar weinig overeenkomsten te vinden. In Frankrijk is vooral La Bruyère (Les Caractères ou les Mœurs de ce siècle, 1688) door hem geïnspireerd. Hij start zijn werk met een vertaling van het werk van Theofrastos, waarmee hij wilde aangeven dat hij een werk schrijft, parallel aan dat van Theofrastos. Na de vertaling van Theofrastos' Karakters schetst hij karakters uit zijn eigen tijd. Ook in de naoorlogse literatuur blijven de Karakters inspireren. Van Elias Canetti verscheen in 1974 Der Ohrenzeuge, Fünfzig Charaktere ('De oorgetuige').

## Enkele Karakters

### De Huichelaar (Εἰρωνεία) (1)
De huichelaar wordt voorgesteld als iemand die zich anders voordoet dan hij werkelijk is, met als doel zijn ware bedoelingen te verbergen; Hij toont zich vriendelijk tegenover vijanden, prijst mensen die hij achter hun rug zwartmaakt, en betuigt schijnbare sympathie bij hun tegenslagen. Verder ontwijkt hij duidelijke standpunten, stelt verzoeken uit met uitvluchten, en maakt veelvuldig gebruik van vaag of ontwijkend taalgebruik. Hij laat zelden blijken wat hij werkelijk weet of denkt, en gebruikt uitdrukkingen die twijfel zaaien of verwarring opwekken. Zijn gedrag wordt gekenmerkt door schijnheiligheid en strategische onoprechtheid. 

### De Hielenlikker (Κολοκεία) (2)
De hielenlikker of vleier wordt voorgesteld als iemand die voordeel haalt uit zijn manier van omgaan met iemand anders, ook al brengt hij zichzelf daarmee omlaag; Hij vertelt hoe anderen kijken naar zijn metgezel, herhaalt de complimenten die hij ontving in zijn afwezigheid en haalt eventuele vuiltjes van hem weg. Anderen doet hij zwijgen wanneer zijn kameraad spreekt, terwijl hij zelf alles wat die zegt bevestigt op een of andere manier. Hij geeft zijn kinderen cadeau’s, overlaadt hem en zijn bezittingen met oeverloze complimenten en kondigt de komst van de ander aan wanneer ze samen op pad zijn. Als hij vermoedt dat deze het koud heeft, bedekt hij hem snel. Bovendien spreidt hij voor hem in het theater eigenhandig het zitkussen, in plaats van de slaaf.

### De Boerenpummel (Ἀγροικίας) (4)
De boerenpummel staat symbool voor iemand die onwetend is van sociale conventies en goede manieren; Hij verschijnt op publieke bijeenkomsten met een slok op, draagt te grote schoenen, praat luid en laat blijken geen waardering te hebben voor verfijning of stedelijke gewoonten. Hij bewondert vee op straat alsof het een zeldzaam schouwspel is en praat liever met zijn knechten of de kok dan met stadsmensen. Zijn gedrag is vaak lomp en ongeremd: hij zingt in het badhuis, bemoeit zich met huishoudelijk werk, gooit etensresten naar dieren tijdens het ontbijt en maakt zich druk om kleine voorvallen, zoals het uitlenen van een mand of ploeg. Zelfs in de stad stelt hij simpele vragen over de prijs van huiden of spek, en zijn gedrag toont een gebrek aan zelfbewustzijn en culturele finesse.

### De Betweter (Λαλιᾶς) (7)
De betweter of kletskous wordt voorgesteld als iemand die zich niet kan beheersen wanneer hij aan het spreken is; Hij beweert beter te weten dan zijn gesprekspartner en verzekert hem dat hij hem iets zal bijleren. Wanneer iemand tegen hem aan het spreken is, werpt hij er constant allerlei uitdrukkingen tussen. Ook groepen mensen, die samen in de weer zijn, jaagt hij weg met zijn gepraat. In de scholen en de palaistras houdt hij meesters weg van hun taak. Mensen die weggaan vergezelt hij. Nieuws uit de Ecclesia (de volksraad) verkondigt hij spoedig aan allen en voegt er zijn eigen verhalen aan toe terwijl hij ook nog eens “de menigte” beledigd, zodat zijn verhaal uiteindelijk niemand zal bereiken. Ook als deel van een jury, in een theater of bij een diner, zorgt hij voor hinder en beweert dat het moeilijk is voor een kletskous om stil te zijn. Zelfs zijn eigen kinderen, aan het eind van de dag, vragen hem om hen in slaap te spreken.

### De Kwezelaar (Δεισιδαιμονίας) (16)
De Kwezelaar wordt gekenmerkt door een obsessieve en irrationele vrees voor het bovennatuurlijke; Zijn dag begint met rituele reiniging, het gebruik van heilig water en symbolische voorwerpen zoals laurier. Hij interpreteert alledaagse gebeurtenissen – zoals een overstekende wezel of een hoestende uil – als voortekens, en reageert met rituelen, gebeden of offers. Hij bezoekt zieners en waarzeggers om leiding te zoeken bij het minste voorteken, en negeert rationeel advies ten gunste van religieuze handelingen.
De kwezelaar vermijdt alles wat volgens hem rituele ‘besmetting’ kan veroorzaken, zoals graven, zieken of kraamvrouwen. Hij voert regelmatig zuiveringsrituelen uit in huis, bezoekt mysteriecultussen, en houdt zich minutieus aan religieuze kalenderdagen. Zijn gedrag is doordrenkt van angst voor onzichtbare krachten, en hij wendt zich voortdurend tot goden, priesters of symbolische handelingen in een poging deze krachten gunstig te stemmen of te vermijden.

### De Kankerpit (Μεμψιμοιρίας) (17)
De kankerpit of mopperaar, ook wel malcontente, wordt voorgesteld als iemand die onterecht afkeurt wat hem wordt toebedeeld; Wanneer een vriend van diens tafel een cadeau laat brengen zegt hij dat ontevreden is omdat hij niet werd uitgenodigd om mee te eten en wanneer Zeus iets te laat regent, ergert hij zich. Wanneer hij iets vindt of koopt, kan hij het niet laten om zijn waar te minachten. Zelfs wanneer er hem goed nieuws wordt gebracht, hij een rechtszaak wint of zijn vrienden geld voor hem bijeenzamelen, lukt het hem om een ondankbare opmerking te bedenken en de zaken in een kwaad daglicht te plaatsen.

## Overzicht
Deze lijst van karakters is gebaseerd op de teksteditie van James Diggle (en) en op de Nederlandse vertaling van Hein van Dolen.
| Nr. | Griekse titel   | Nederlandse vertaling |
| --- | --------------- | --------------------- |
| 1.  | Εἰρωνεία        | De huichelaar         |
| 2.  | Κολακεία        | De hielenlikker       |
| 3.  | Ἀδολεσχίας      | De zwamneus           |
| 4.  | Ἀγροικίας       | De boerenpummel       |
| 5.  | Ἀρεσκείας       | De uitslover          |
| 6.  | Ἀπονοίας        | De randfiguur         |
| 7.  | Λαλιᾶς          | De betweter           |
| 8.  | Λογοποιίας      | De fantast            |
| 9.  | Ἀναισχυντίας    | De profiteur          |
| 10. | Μικρολογίας     | Een echte krent       |
| 11. | Βδελυρίας       | De vlerk              |
| 12. | Ἀκαιρίας        | De bokkeschieter      |
| 13. | Περιεργίας      | De bedilal            |
| 14. | Ἀναισθησίας     | De sufkop             |
| 15. | Αὐθαδείας       | De nurks              |
| 16. | Δεισιδαιμονίας  | De kwezelaar          |
| 17. | Μεμψιμοιρίας    | De kankerpit          |
| 18. | Ἀπιστίας        | De achterdochtige     |
| 19. | Δυσχερείας      | De asociaal           |
| 20. | Ἀηδίας          | De ongelikte beer     |
| 21. | Μικροφιλοτιμίας | Het burgermannetje    |
| 22. | Ἀνελευθερίας    | De gierigaard         |
| 23. | Ἀλαζονείας      | De blaaskaak          |
| 24. | Ὑπερηφανίας     | De pedante kwast      |
| 25. | Δειλίας         | De bangerik           |
| 26. | Ὀλιγαρχίας      | De regent             |
| 27. | Ὀψιμαθίας       | De oude gek           |
| 28. | Κακολογίας      | De lastertong         |
| 29. | Φιλοπονηρίας    | De diefjesmaat        |
| 30. | Αἰσχροκερδείας  | De geldwolf           |

## Nederlandse vertalingen
- Characteres oft printen, vert. Constantijn Huygens, 1621-1622 (vrije bewerking, later herdrukt als Zedenprinten)
- De Karakterschetsen van Theophrastus, vertaald door Gerrit Kuyper, 1833
- Theophrastus, Karakters, vert. P. Groeneboom, Amsterdam, Wereldbibliotheek, z.j. [1917]
- Theophrastus, Zedeprenten, vert. W.E.J. Kuipers, Arnhem, 1948 (tweetalige editie Grieks-Nederlands)
- Karakters van en naar Theophrastus, vertaald door J.T. Barendregt, 1977
- Theophrastos, Karakterschetsen, ingeleid, vertaald en van aantekeningen voorzien door Hein L. van Dolen, 1991. ISBN 9789025330736

## Voetnoten
1. ↑  Theophrastos, Karakterschetsen, vert. Hein L. van Dolen, 1991
2. 1 2  (en) Diggle, James (2004). Theophrastus. Characters. University Press.
3. 1 2  Van Dolen, Hein (1991). Karakterschetsen. Athenaeum - Polak & Van Gennep, p. 15.
4. ↑  (en) Online Liddle-Scott-Jones. Thesaurus Linguae Graecae. Geraadpleegd op 14-04-2023.
5. 1 2  (en) Diggle, James (2004). Theophrastus. Characters.. University Press, p. 4.
6. ↑  (en) Diggle, James (2004). Theophrastus. Characters. University Press, 12-14, 62-63.
7. 1 2  Van Dolen, Hein (1991). Karakterschetsen. Athenaeum - Polak & Van Gennep, p. 17.
8. ↑  Van Dolen, Hein (1991). Karakterschetsen. Athenaeum -  Polak & Van Gennep, p. 23.
9. ↑  (en) Ussher, R.G (1993). The Characters of Theophrastus. Bristol Classical Press, p. 4-6.
10. ↑  (en) Smeed, J.W. (1985). The Theophrastan Character. The history of a literary genre.. Clarendon Press, p. 3.
11. ↑  (en) Ussher, R.G. (1993). The Characters of Theophrastus. Bristol Classical Press, p. 9-11.
12. ↑  (en) S. Pertsinidis (2018). Theophrastus' Characters: A New Introdcution. Routledge, pp. 95.
13. ↑  (en) Diggle, James (2004). Theophrastus. Characters.. University Press, p. 5.
14. ↑  (en) Diggle, James (2004). Theophrastus. Characters.. University Press, p. 6.
15. ↑  Van Dolen, Hein (1991). Karakterschetsen. Athenaeum - Pollak & Van Gennep, p. 16.
16. ↑  (en) Diggle, James (2004). Theophrastus. Characters.. University Press, p. 6-7.
17. ↑  (en) Diggle, James (2004). Theophrastus Characters. University Press, p. 8.
18. ↑  (en) Ussher, R.G. (1993). The Characters of Theophrastus. Bristol Classical Press, p. 30.
19. 1 2  Van Dolen, Hein (1991). Karakterschetsen. Athenaeum - Polak & Van Gennep, p. 19.
20. ↑  (en) Smeed, J.W. (1985). The Theophrastan Character. Clarendon Press, p. 19-35.
21. ↑  (en) Smeed, J.W. (1985). The Theophrastan Character. Clarendon Press, p. 49-50.
22. 1 2 3 4 5  Van Dolen, H.L. (1991). Karakterschetsen. Athenaeum-Polak en Van Gennep, Amsterdam.